# Ken Gardner
Kenneth Kay Gardner, detto Ken (Ogden, 27 settembre 1949 – Herriman, 16 maggio 2024), è stato un cestista statunitense, professionista in Francia e nella ABA.

## Carriera
Venne selezionato dai Phoenix Suns al quinto giro del Draft NBA 1971 (82ª scelta assoluta).

## Palmarès
- Campionato francese: 2

AS Berck: 1972-73, 1973-74